# Národní knihovna Viktora Emanuela III.
Národní knihovna Viktora Emanuela III. (Biblioteca nazionale Vittorio Emanuele III) je jedna z národních knihoven v Itálii. Nachází se v Neapoli ve východním křídle Královského paláce z 18. století.
Z početního hlediska je to třetí největší knihovna v Itálii po národních knihovnách v Římě a ve Florencii. Má 1481 tisíc tištěných knih, 319 tisíc brožur a letáků, 18 415 rukopisů, více než 8000 periodik, 4500 inkunábulí a 1800 papyrů z Herculanea.
Knihovna byla založena na konci 18. století v Palazzo degli Studi (dnes tam sídlí Archeologické muzeum). Jádro sbírky tvořily knihy v Palazzo Capodimonte původem ze slavné knihovny rodu Farnese, již Karel III. v roce 1734 převezl do Neapole. Knihovna otevřela pro veřejnost v roce 1804 pod jménem Reale Biblioteca di Napoli, v roce 1816 se z ní stala Reale Biblioteca Borbonica. Přírůstky sbírky pocházely ze zrušených klášterů a z konfiskovaných soukromých sbírek. Po sjednocení Itálie v roce 1860 instituce přijala svůj současný název Biblioteca Nazionale.
V roce 1910 byla s knihovnou sloučena Officina dei papiri ercolanensi - to byla dílna, kterou Karel III. založil na ochranu papyrů nalezených při vykopávkách v Herculaneu. Po dlouhé debatě a na základě návrhu a úsilí Benedetta Croceho byla v roce 1922 knihovna přemístěna do současného sídla v paláci, který jí daroval král Viktor Emanuel III. (jehož jméno stále nese). Poté do ní byly sloučeny sbírky jiných důležitých neapolských knihoven včetně Biblioteca Brancacciana (kterou v Římě shromáždil kardinál Francesco Maria Brancaccio v první polovině 17. století; pak byla přenesena do Neapole a stala se první tamní veřejnou knihovnou).
Během druhé světové války knihovna trpěla německou i spojeneckou okupací Neapole (Němci ji během čtyřdenního povstání v Neapoli zapálili), ale nejcennější exponáty byly uschovány na bezpečných místech a zůstaly tam, dokud se knihovna znovu neotevřela v roce 1945. V roce 1980 bylo křídlo budovy vážně poničeno zemětřesením, což donutilo knihovnu přenést část svých fondů do jiné části budovy.